# Deja Kreutzberg
Deja Kreutzberg (* 8. November 1982 in Bridgeport, Connecticut) ist eine US-amerikanische Schauspielerin.

## Leben
Deja Kreutzberg wurde im November 1982 in Bridgeport im US-Bundesstaat Connecticut geboren. Ihre erste Rolle hatte sie 1999 im Film Märchenprinz verzweifelt gesucht als Louise. Es folgten Gastauftritte in der Krimiserie Law & Order und in der Sitcom Hope & Faith. Von 2005 bis 2006 war sie als Lia McDermott in der Seifenoper Jung und Leidenschaftlich – Wie das Leben so spielt zu sehen. 2007 spielte sie als Lori in einer Episode der Krimiserie CSI: Miami mit. Nach einem Jahr Pause war sie 2009 in einer Nebenrolle als Riley im Film Schön bis in den Tod und in einer Hauptrolle als Amy Briggs in To Save a Life zu sehen. 2011 folgte dann eine weitere Hauptrolle als Kelly Strobe in Visible Scars.

## Filmografie (Auswahl)
- 1999: Märchenprinz verzweifelt gesucht (Goosed)
- 2003: Law & Order (Fernsehserie, Episode 13x06)
- 2004–2006: Hope & Faith (Fernsehserie, 3 Episoden)
- 2005–2006: Jung und Leidenschaftlich – Wie das Leben so spielt (As the World Turns) (Fernsehserie, 28 Episoden)
- 2007: CSI: Miami (Fernsehserie, Episode 6x04)
- 2009: Schön bis in den Tod (Sorority Row)
- 2009: To Save a Life
- 2011: Visible Scars
- 2011: Random Encounters